# Racelære
Racelære eller videnskabelig racisme er en pseudovidenskabelig disciplin. Racelæren kan spores tilbage til 1600-1700-tallet og spillede ikke mindst en vigtig rolle i Europa i første halvdel af det 20. århundrede. Med racelæren forsøgte tilhængerne at inddele menneskeslægten i racer baseret på anatomiske og fænotypiske forskelle. Racelæren praktiseredes inden for den fysiske antropologi, som anvendte antropometriske klassifikationer af menneskekroppen som grundlag for at inddele mennesker i forskellige typer. Racelæren praktiseredes ofte sammen med politiske forsøg på at inddele mennesker i højere- og laverestående racer, normalt med de hvide europæere som det højeste stadie og andre folkeslag som laverestående – også i forbindelse med "racehygiejne" eller eugenik, det politiske forsøg på at fjerne uønskede fænotyper fra en befolkning igennem kunstig udvælgelse. Racelæren blev brugt mange steder i verden, især i USA og i forbindelse med europæisk kolonialisme til at fratage ikke-europæiske folkeslag deres politiske rettigheder. I USA baseredes lovgivning om indvandring og raceadskillelse på racelæren. I Tyskland vandt racelæren indpas gennem 1920'erne og 1930'erne hvor Adolf Hitlers nationalsocialisme forbandt en fascistisk politik med eugenik og racelære og igangsatte en systematisk udrydning af de racegrupper der ansås for laverestående. 
Efter anden verdenskrig blev racelæren diskrediteret, dels på grund af dens politiske konsekvenser, og dels fordi det blev mere og mere tydeligt, at der ikke var videnskabeligt belæg for at inddele mennesker taksonomisk i racer. Menneskelig genetisk diversitet er organiseret geografisk, så træk varierer i graduerede overgange og graden af genetisk forskellighed er en direkte funktion af geografiske realiteter. Det betyder at både fænotypiske og genetiske forskelle som er basis for racelære er polyfyletiske, og dermed ikke udtryk for en reel biologisk klassificering.
| Kaukaside: Arier Semitter Hamitter Negride: Negre Hottentott Melanesier Negrito Australider Usikker: Dravider & Singalesere | Mongolide: Nordmongoler Kinesere & Indokinesere Japanere & Koreanere Tibetaner Malajer Polynesier Maorier Mikronesier Eskimoer Indianere |

## Oprindelse
Videnskabelig racisme og racebegrebet i det hele taget har sin oprindelse i fremkomsten af videnskab i moderne forstand i 1600-tallet og mere specifikt af den videnskabelige biologiske taksonomi, der inddelte dyr i systematiske grupper og undergrupper. Den svenske botaniker og zoolog Carl von Linné inddelte i sit værk Systema Naturae, som udkom i 1735, som en af de første menneskeheden i fire forskellige underarter (amerikansk, europæisk, asiatisk og afrikansk). Johann Friedrich Blumenbach inddelte i 1779 ud fra studier af kranier (såkaldt kraniometri) menneskeheden i fem racer: den kaukasiske eller hvide, den mongolske eller gule, den malajiske eller brune, den etiopiske eller sorte, og den amerikanske eller røde.
Disse ideer blev senere kombineret med ideen om polygenisme, oprindelig fremført af den franske lærde skribent Isaac de la Peyrère i 1655, som ud fra læsning af passager i Bibelen mente, at mennesker var blevet skabt på flere forskellige tidspunkter og altså ikke havde en fælles stamfader. Polygenismen fik en vis udbredelse i 1800-tallets USA, da flere amerikanske intellektuelle forsøgte at retfærdiggøre slaveriet med henvisning til videnskabelige argumenter. Debatten om slaveri i datidens amerikanske og europæiske videnskabelige kredse fokuserede som følge heraf i høj grad på, om menneskeracerne havde en enkelt fælles oprindelse (monogenisme) eller flere adskilte oprindelser (polygenisme). Blandt fortalerne for monogenisme var den franske naturvidenskabsmand og oplysningsfilosof Georges-Louis Leclerc de Buffon. Både i England og Frankrig førte striden mellem de to grupper til en splittelse af de videnskabelige sammenslutninger, da polygenisterne forlod de oprindelige selskaber for at danne deres eget, henholdsvis Anthropological Society of London (i 1862) og Société d’Anthropologie de Paris. Ved 1800-tallets slutning spillede polygenismen dog ikke længere nogen væsentlig rolle, omend enkelte skribenter i 1900-tallet har forsøgt at genoptage teorien.
Svenskeren Anders Retzius indførte i 1843 en enkel metode til at måle kranier ved hjælp af en krumpasser. Han skelnede mellem to grundformer: en kortskallet (brachycefal) og en langskallet (dolichocefal). I begyndelsen blev langskaller anset for den mest fordelagtige hovedform, fordi fornuften sidder i den forreste del af hjernen. Da det viste sig, at de fleste langskaller fandtes i Afrika og blandt den indfødte australske befolkning, udvikledes dog nye teorier om kraniernes udformning, der bedre tilgodeså de europæiske skaller. Retzius' arbejde lagde grunden til de følgende hundrede års omfattende antropometriske arbejde med omfattende kraniemålinger og siden tillige målinger af andre legemsdele.
I 1854 udgav den franske forfatter Arthur de Gobineau Essai sur l’inégalité des races humaines, der var en original syntese af videnskabelig racisme og konservative tanker fra samtiden. Skriftet blev en vigtig inspirationskilde for førende racistiske skribenter i de næste generationer. Gobineau mente med henvisning til kraniometrien, at det hvide intellekt var større end det sorte eller gule, og at indenfor den hvide race var arierned den intellektuelt overlegne underrace. Ifølge Gobineau var det afgørende for civilisatonens fremtid at anerkende racernes ulige evner og dermed det eksisterende sociale hierarki, som ifølge ham udsprang herfra. Bl.a. amerikaneren Madison Grant og den britisk-tyske forfatter Houston Stewart Chamberlain videreformidlede og -udviklede Gobineaus teori. Adolf Hitler var en stor beundrer af Chamberlains værker, som blev en inspirationskilde for den nazistiske ideologi. Under det nazistiske regime i Tyskland 1933-45 kom den pseudovidenskabelige racelære i højsædet. Et fremtrædende eksempel var forfatteren og eugenik-fortaleren Hans F.K. Günther (berygtet som "Rassen-Günther", idet Rasse er tysk for "race").

### Racelære i Danmark
Også i Danmark var racelærens ideer udbredte blandt flere videnskabsmænd i perioden fra omkring 1880 og frem til anden verdenskrig. Fra 1880'erne foretog man bl.a. målinger af kraniernes størrelse og form hos grønlændere, danske skolebørn og værnepligtige. Målingerne blev brugt til at understøtte teorier om, at grønlænderne var barnlige og laverestående og kunne dermed bruges som retfærdiggørelse af det danske styre over kolonien Grønland. Målingerne viste også, at der var mange kortskaller blandt danskerne. Den danske geografiprofessor Hans Peder Steensby var ikke begejstret for dette resultat, men udviklede en teori om en særlig type kortskaller, som han kaldte rundskaller, hvor der var mere plads til hjernen. Ifølge Steensby var kortskallen karakteriseret ved intelligens og kolonisationsevne.
Ligeledes var den kendte danske professor i kulturgeografi ved Københavns Universitet Gudmund Hatt optaget af racelæren. I firebindsværket "Jorden og Menneskelivet". som han skrev sammen med kollegaen Martin Vahl, blev jordens forskellige menneskeracer således indgående beskrevet. I 1938 udgav Hatt artiklen "Menneskeracerne og deres Udbredelsesmuligheder", hvor han opsummerede, hvad han opfattede som state of the art indenfor datidens forskning på området. Blandt andet anførte han, at "At der findes sjælelige Racekarakterer, lader sig næppe betvivle, eftersom det vides, at sjælelige Anlæg kan nedarves" og "Det er almindelig anerkendt, at en typisk Neger ikke alene ved sit Udseende men ogsaa ved sit Tanke- og Følelsesliv afviger stærkt fra en Nordvesteuropæer". Hatts kulturgeografiske analyser var stærkt præget af geopolitiske overvejelser, som havde hans store interesse, ikke mindst spørgsmål om kolonier og kolonisering. Set fra et nutidigt synspunkt falder de racistiske synspunkter i hans fremstilling i øjnene i vendinger som „Negrenes fortrinlige Underklasseegenskaber“, men i hans samtid var sådanne synspunkter hverken særlig sjældne eller kontroversielle.

### Efter 1945
Efter 2. verdenskrig anvendes begrebet "race" næsten ikke, selv om der i forbindelse med blandt andet sygdomsbekæmpelse igen er kommet fokus på forskelle mellem grupper eller klynger af ens gener, da forskellige folkeslags gen-sammensætninger reagerer forskelligt over for medicin og sygdomme. Men hvor den klassiske "racelære" forsøgte at opstille anatomiske typologier over menneskets biologiske diversitet ved brug af et system af gensidigt ekskluderende kategorier, er fokus nu på populationsgenetik der ser på udbredelsen af genetiske variationer i en befolkningsgruppe. Dermed er racelæren og dens typologier overflødiggjort.